# Porta di Brandeburgo (Potsdam)

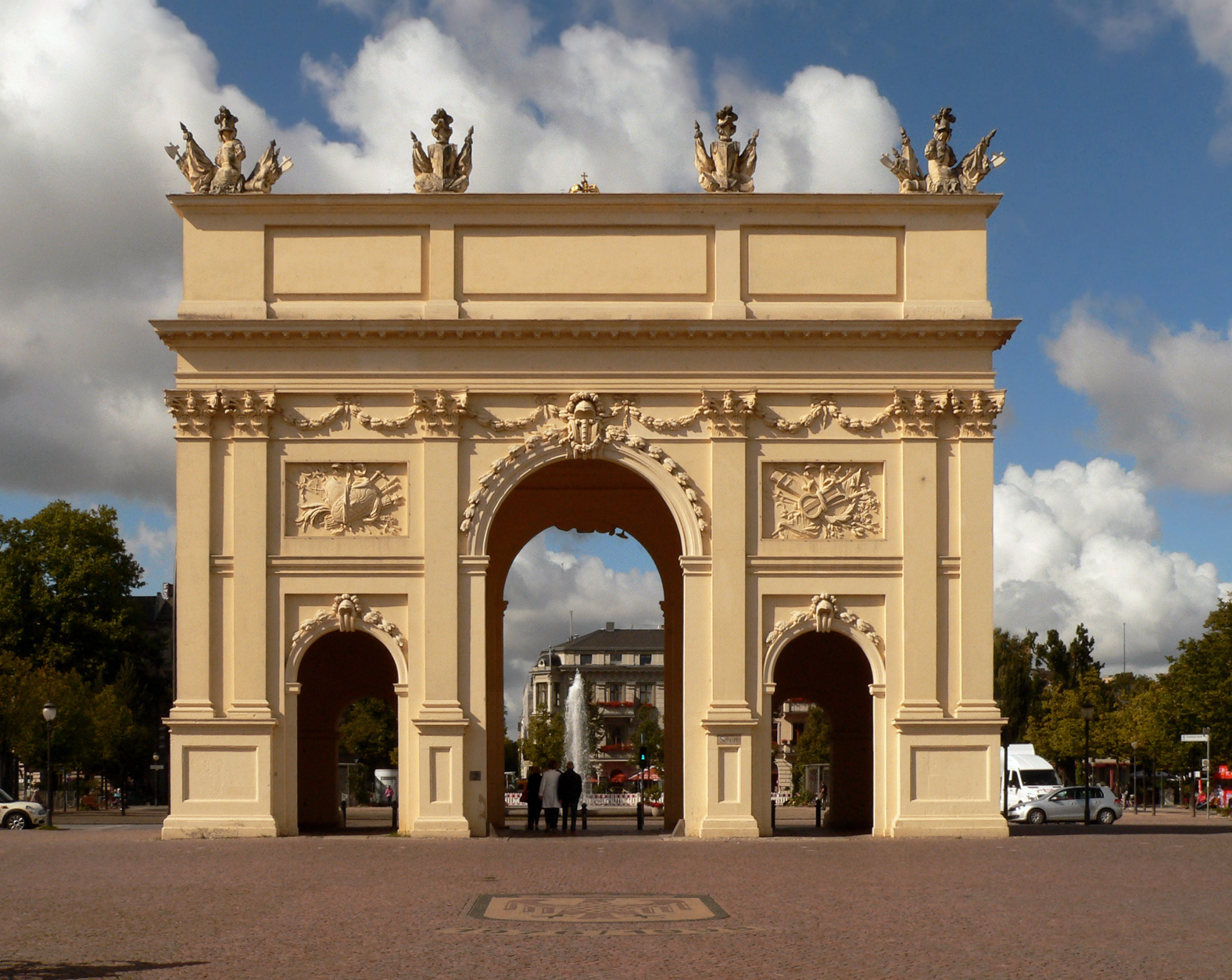
La Porta di Brandeburgo a Potsdam: lato del centro cittadino, secondo il progetto di Carl von Gontard

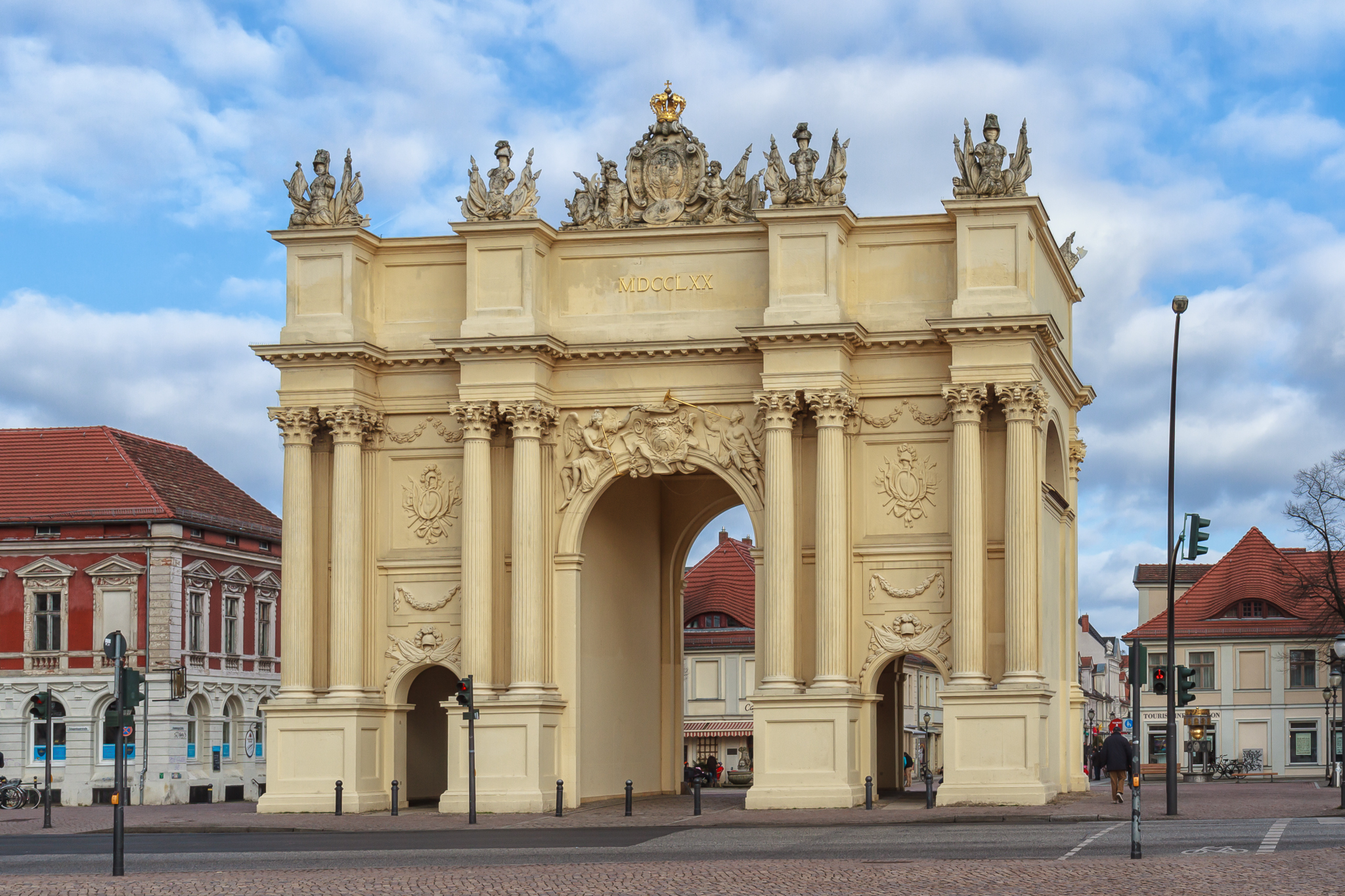
La Porta di Brandeburgo a Potsdam: lato periferia, secondo il progetto di Georg Christian Unger

La Porta di Brandenburgo (in tedesco Brandenburger Tor) è un monumento posto sulla Luisenplatz di Potsdam. Essa fu costruita su ordine di Federico II di Prussia tra il 1770 e il 1771 e il progetto fu affidato a due architetti: Carl von Gontard e Georg Christian Unger. Si trova all'estremità occidentale della Brandenburger Straße, che corre in linea retta fino alla chiesa dei Santi Pietro e Paolo.
Prima di lei, nel 1733, vi era un'altra "porta", più semplice, che assomigliava ad una vera e propria porta cittadina. Con questa vi era una specie di barriera doganale (muro) tipo  Zoll- und Akzisemauer, che doveva servire ad impedire le diserzioni e il contrabbando.
Verso la fine della guerra dei sette anni Federico il Grande fece abbattere la vecchia porta ed al suo posto erigerne una nuova per celebrare la vittoria conseguita dalla Prussia in quella guerra.
Per questo motivo essa assomiglia ad un arco di trionfo romano, tanto che venne preso a modello l'Arco di Costantino a Roma. L'influsso romano si riconosce, fra l'altro, nelle doppie colonne corinzie, come nelle possenti trabeazioni.
Una caratteristica della Porta di Brandeburgo di Potsdam sono i due lati principali del tutto diversi fra loro, realizzati da due diversi architetti: Karl von Gontard progettò la parte volta verso il centro della città, mentre il suo allievo, Georg Christian Unger, quella verso la campagna. 
Gontard impostò il lato-città come una facciata intonacata con lesene corinzie e trofei, Unger impostò il lato esterno ad imitazione dell'arco di Costantino, con doppie colonne corinzie e decorazioni, quali trombe dorate. Entrambi i passaggi pedonali laterali furono aggiunti solo nel 1843 sotto Federico Guglielmo IV.
Chi allora voleva recarsi sulla via per la città di Brandeburgo, doveva oltrepassare la porta di Brandeburgo, da cui il nome del monumento.
La porta segna oggi l'accesso alla zona pedonale della città di Potsdam, sulla Brandenburger Straße, in direzione ovest verso la chiesa dei Santi Pietro e Paolo.
Dalla demolizione delle mura della città, verso il 1900, la Porta di Brandeburgo è rimasta un monumento a sé stante. Essa è posta sotto tutela monumentale (Denkmalschutz).